# Makomanai-Park
Der Makomanai-Park (真駒内公園, Makomanai kōen) ist ein Park in der japanischen Stadt Sapporo. Er befindet sich im Stadtbezirk Minami-ku, an der Mündung des Flusses Makomanai in den Toyohira. Der 85 Hektar große Park wird von der Präfektur Hokkaidō verwaltet und ist der Standort des Makomanai-Hallenstadions sowie des Makomanai-Stadions, zwei der wichtigsten Sportstätten der Olympischen Winterspiele 1972.

## Beschreibung

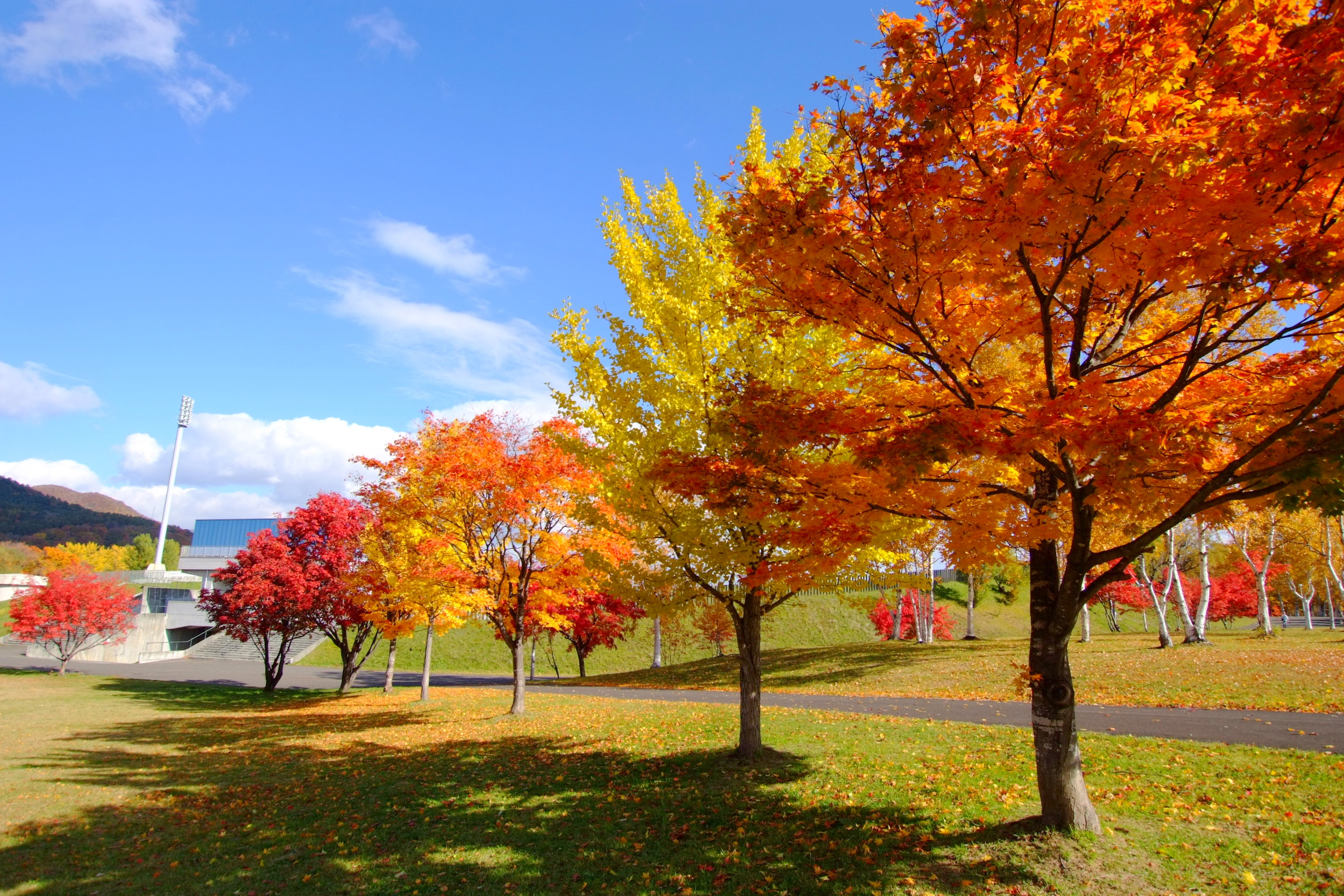
Makomanai-Park im Herbst

Auf dem späteren Parkgelände begann Edwin Dun, ein amerikanischer „Kontraktausländer“, im Jahr 1876 mit dem Aufbau einer Modellfarm, mit der er moderne Methoden der Milchwirtschaft und der Viehzucht auf Hokkaidō etablierte. Zu diesem Zweck ließ er den ursprünglichen Wald roden. Nachdem der Landwirtschaftsbetrieb aufgegeben worden war, befand sich hier einige Jahrzehnte lang ein Golfplatz. Dieser wurde 1965 geschlossen und das Gelände in den folgenden zehn Jahren zu einem Stadtpark umgestaltet, finanziert durch die Präfekturverwaltung.
Das Makomanai-Hallenstadion und das Makomanai-Stadion entstanden im Zentrum und in der nordöstlichen Ecke des Parks. Beide Sportanlagen wurden 1971 eröffnet und waren Austragungsort verschiedener Wettbewerbe der Olympischen Winterspiele 1972 (Eisschnelllauf bzw. Eishockey und Eiskunstlauf). Das olympische Dorf befand sich östlich des Parks, das Pressezentrum südlich davon. Es gibt noch 31 Bäume, die älter sind als die Farm. Die meisten der rund 11.000 Bäume, die heute hier stehen, sind jünger. Im Park können zahlreiche Vogelarten beobachtet werden, darunter Blauschwänze, Buntmeisen, Eisvögel, Japanbekassinen, Mandarinenten, Schwarzmilane, Stelzen und Pieper, Stockenten und Trauerfischer.
Der Makomanai-Park besitzt ein ausgedehntes Netz an Spazierwegen, im Winter werden Langlaufloipen gespurt. Seit 1984 steht in der nordwestlichen Ecke des Parks das Sapporo-Lachsmuseum, das über die Lachsfischerei in der Umgebung informiert. Nachdem die Lachse nach dem Zweiten Weltkrieg aufgrund der Urbanisierung verschwunden waren, wurden sie 1979 erfolgreich wieder ausgesetzt.